# Storthyngurella zenkevitchi
Storthyngurella zenkevitchi is een pissebed uit de familie Munnopsidae. De wetenschappelijke naam van de soort is voor het eerst geldig gepubliceerd in 1969 door Yakov Avadievich Birstein.